# Habib al-Adli
Habib al-Adli (arabisch حبيب العادلي, DMG Ḥabīb al-ʿĀdilī; * 1. März 1938) ist ein ägyptischer Politiker. Er war von 1997 bis zur Revolution in Ägypten 2011, im Zuge derer er entlassen wurde, Innenminister seines Landes in den Kabinetten Ganzuri I, Abaid und Nazif. Anfang Mai 2011 wurde er wegen Geldwäsche und illegaler Bereicherung zu einer mehrjährigen Freiheitsstrafe verurteilt.

## Werdegang
Al-Adli schloss 1961 ein Studium an der ägyptischen Polizeiakademie ab und wurde in der Abteilung Drogen und Kriminalpolizei im Innenministerium beschäftigt. 1965 trat er in die Mabahith amn ad-daula al-ulya ein. Von 1982 bis 1984 war er zum Außenministerium abgeordnet, welches zu dieser Zeit von Kamal Hassan Ali geleitet wurde. 1993 war er Assistent des Innenministers und wurde 1996 Leiter der Abteilung Staatssicherheit im Innenministerium. Nach dem Anschlag von Luxor 1997 wurde er von Husni Mubarak im November 1997 in das Kabinett Ganzuri I berufen, um einen vermuteten islamistischen Aufstand niederzuschlagen. Er unterstützte eine Gesetzesinitiative, die Kindern eines ägyptischen Elternteils die ägyptische Staatsbürgerschaft zuerkannte, was Auswirkungen auf die elterliche Sorge hat. Al-Adli ist verheiratet und hat Kinder.

## Anklagen
Gegen al-Adli wurden nach dem Sturz des Mubarak-Regimes verschiedene Anklagen erhoben. So wurde er der Korruption und Geldwäsche angeklagt und Anfang Mai auch zu 12 Jahren Haft verurteilt. Außerdem wird er verdächtigt verschiedene rechtswidrige Anweisungen, darunter der Schießbefehl auf Protestierende, während der Revolution gegeben zu haben, und er soll den Terroranschlag am 1. Januar 2011 in Alexandria angeordnet haben.
Während al-Adlis Fall behandelt wurde, kam es Ende Juni 2011 zu Ausschreitungen vor dem Gerichtsgebäude. Dabei bewarfen Demonstranten die Sicherheitskräfte mit Steinen und kritisierten die Dauer des Prozesses.

### Geldwäsche und Korruption
Am 4. Februar 2011 wurde ihm vom Staatsanwalt die Ausreise verboten und seine Bankkonten eingefroren.
Am 17. Februar 2011 wurde Habib al-Adli wegen des Verdachts der Veruntreuung öffentlicher Gelder und der Korruption festgenommen. Zugleich wurden der ehemalige Bauminister Ahmed al-Maghrabi, der frühere Tourismusminister Soheir Garranah, sowie der Stahlindustrielle Ahmed Ess ebenfalls wegen des Verdachts der Korruption festgenommen.
Al-Adli erschien am Wochenende des 6. März vor Gericht. Die Anklagepunkte waren Korruption und Geldwäsche. Al-Adli beteuerte seine Unschuld. Der Prozess wurde auf Anfang April 2011 vertagt.
Am 5. Mai 2011 verurteilte ihn ein Gericht in Kairo wegen Geldwäsche und persönlicher Bereicherung zu einer Haftstrafe von 12 Jahren. Er war damit das erste hohe Mitglied des Mubarak-Regimes, das mit einer Gefängnisstrafe belegt wurde.
In einem weiteren – noch nicht entschiedenen – Verfahren gegen al-Adli geht es um einen Auftrag zur Herstellung neuer Autonummernschilder für ganz Ägypten.
Im Jahre 2008 soll Al-Adli – in Zusammenwirken mit dem ehemaligen Ministerpräsidenten Ahmad Nazif, sowie dem ehemaligen Finanzminister Youssef Boutros Ghali – bei der deutschen Firma Erich Utsch AG Metallplatten für Kfz-Kennzeichen (Rohlinge) zu weit überhöhten Preisen geordert haben, um sich unter vorsätzlicher Veruntreuung öffentlicher Gelder persönlich zu bereichern. Die Staatsanwaltschaft wirft den Angeklagten vor, den Auftrag ohne öffentliche Ausschreibung direkt an die deutsche Firma vergeben zu haben. Der mit dieser Firma vereinbarte Preis von 24,8 Millionen Euro sei fast das Doppelte des damaligen Marktwertes gewesen.

### Schießbefehl
Einem ägyptischen Zeitungsbericht zufolge laufen Untersuchungen gegen ihn wegen Anweisungen an Polizisten, auf Protestierende zu schießen, Anweisungen zu Folter in Polizeirevieren, die zu Dutzenden von Toten geführt haben sollen, Terrorisierung von Bürgern, Plünderungen während der Proteste und der Entlassung von verurteilten Kriminellen aus dem Gefängnis.
Ende März wurde weitere Anklage gegen al-Adli erhoben. Ihm und vier Leitern der Sicherheitskräfte (Ismail al-Shaer, Adly Fayed, Ahmed Ramzi und Hassan Abdel Rahman) wurde vorgeworfen, „vorsätzlich und mutwillig“ Demonstranten bei den Protesten gegen Ägyptens mittlerweile zurückgetretenen Präsidenten Husni Mubarak getötet zu haben.
Der Generalstaatsanwalt Abdel Megid Mahmud klagte al-Adli an, den Sicherheitskräften während der Massenproteste den Schießbefehl erteilt und damit unverhältnismäßige Gewaltanwendung angeordnet zu haben. “They killed and wounded a number of citizens as they protested peacefully in these provinces.” ("Sie töteten und verwundeten zahlreiche Bürger als sie friedlich ... protestierten") (Abdel Megid Mahmud)
Als Herr über die Polizei und den inzwischen aufgelösten Inlandsgeheimdienst Mabahith amn ad-daula al-ulya (SSIS) trug al-Adli entscheidende Verantwortung für die Anordnung des Schießbefehls. Während der am 25. Januar 2011 beginnenden Massendemonstrationen, die am 11. Februar den Rücktritt Mubaraks erzwungen hatten, hatten Bereitschaftspolizei und bewaffnete Schlägertrupps des Regimes nach ersten offiziellen Angaben 365 Menschen getötet. Menschenrechtsorganisationen sprachen von 684 Toten. Der Bericht einer offiziellen Untersuchungskommission stellte im April 2011 fest, dass mindestens 846 Menschen getötet wurden.
Die amtliche Nachrichtenagentur Mena berichtete, dass der Generalstaatsanwalt die Überweisung al-Adlis sowie seiner vier Mitarbeiter vor das Strafgericht in Kairo angeordnet habe.

### Terroranschlag in Alexandria
Der saudische Fernsehsender al-Arabiya teilte am 7. Februar 2011 mit, der ägyptische Generalstaatsanwalt untersuche Anschuldigungen gegen al-Adli, Drahtzieher des Terroranschlags am 1. Januar 2011 in Alexandria gewesen zu sein.
Am 5. März 2011 berichtete der arabischsprachige Nachrichtenkanal des Fernsehsenders al-Arabiya, dass Habib al-Adli im Jahr 2004 eine Einheit eingerichtet habe, deren Aufgabe Operationen unter falscher Flagge gewesen seien. Über diese Einheit heißt es, dass sie u. a. auch an dem Terroranschlag auf die koptische Kirche am Neujahrstag 2011 in Alexandria beteiligt gewesen sein soll.
| Vorgänger      | Amt                                                         | Nachfolger    |
| -------------- | ----------------------------------------------------------- | ------------- |
| Hassan Al-Alfi | Ägyptischer Innenminister November 1997 bis 29. Januar 2011 | Mahmoud Wagdy |